# Мінамі-Санріку
38°40′40″ пн. ш. 141°26′47″ сх. д. / 38.67778° пн. ш. 141.44639° сх. д.

Міна́мі-Санрі́ку (яп. 南三陸町, みなみさんりくちょう, МФА: [mʲinamʲi sanɾʲiku̥ t͡ɕoː]) — містечко в Японії, в повіті Мотойосі префектури Міяґі. Станом на 1 жовтня 2008 площа містечка становила 163,74 км². Станом на 1 січня 2009 населення містечка становило 17 708 осіб.